# Hemisphaerius pissopterus
Hemisphaerius pissopterus är en insektsart som beskrevs av Ernst Evald Bergroth 1913. Hemisphaerius pissopterus ingår i släktet Hemisphaerius och familjen sköldstritar. Inga underarter finns listade i Catalogue of Life.